# Dokkas
Dokkas (meänkieli: Tokanen; lulesamiska: Doages) är en småort i Gällivare distrikt (Gällivare socken) i Gällivare kommun vid Länsväg 394.
Dokkas är en liten by, belägen cirka 30 kilometer öster om Gällivare. 

## Befolkningsutveckling
| Befolkningsutvecklingen i Dokkas 1990–2015 | Befolkningsutvecklingen i Dokkas 1990–2015 | Befolkningsutvecklingen i Dokkas 1990–2015 | Befolkningsutvecklingen i Dokkas 1990–2015 | Befolkningsutvecklingen i Dokkas 1990–2015 |
| ------------------------------------------ | ------------------------------------------ | ------------------------------------------ | ------------------------------------------ | ------------------------------------------ |
|                                            |                                            |                                            |                                            |                                            |
| År                                         |                                            |                                            | Folkmängd                                  | Areal (ha)                                 |
| 1990                                       | 1990                                       |                                            | 66                                         | 34#                                        |
| 1995                                       | 1995                                       |                                            | 128                                        | 34#                                        |
| 2000                                       | 2000                                       |                                            | 105                                        | 34#                                        |
| 2005                                       | 2005                                       |                                            | 99                                         | 36#                                        |
| 2010                                       | 2010                                       |                                            | 98                                         | 36#                                        |
| 2015                                       | 2015                                       |                                            | 77                                         | 25#                                        |
| Anm.: # Som småort.                        |                                            |                                            |                                            |                                            |

På grund av förändrat dataunderlag hos Statistiska centralbyrån så är småortsavgränsningarna 1990 och 1995 inte jämförbara. Befolkningen den 31 december 1990 var 103 invånare inom det område som småorten omfattade 1995.